# Palicoureeae
Tribu
Les Palicoureeae sont une tribu de plantes à fleurs dicotylédones de la famille des Rubiaceae, sous-famille des Rubioideae, à distribution pantropicale, qui comprend une dizaine de genres et environ 1500 espèces.

## Liste des genres
Selon NCBI (13 mars 2022) :
- Carapichea Aubl.
- Chassalia Comm. ex Poir.
- Eumachia DC., 1830
- Geophila D.Don, 1825
- Hymenocoleus Robbr., 1975
- Margaritopsis C.Wright
- Palicourea Aubl., 1775
- Puffia Razafim. & B.Bremer, 2014
- Rudgea Salisb.

## Phytochimie
Dans la tribu des Palicoureeae, la plupart des lignées se différencient par leur capacité à biosynthétiser des alcaloïdes indoliques (AI) ou des alcaloïdes indolo-monoterpéniques (AIM). Le genre Palicourea accumule en grande partie des AIM de type strictosidine avec peu d'espèces formant d'autres classes d'AI ou d'AIM. Les genres Chassalia, Geophila et Rudgea sont caractérisés par un AIM de type alstrostine. Le genre Carapichea forme des alcaloïdes tétrahydroisoquinoléiques à base de dopamine et de sécologanine dérivées de la tyrosine. Enfin, le genre Notopleura est dépourvu de tous ces alcaloïdes, accumulant à la place divers types de quinones. Aucune donnée n'est actuellement disponible pour le genre africain Hymenocoleus et le genre monotypique endémique malgache Puffia. Quelques espèces, qui ont probablement perdu la capacité de former des alcaloïdes, font exception. Dans ces cas les alcaloïdes sont remplacés par des iridoïdes ou des polyphénols omniprésents tels que les flavonoïdes et les acides chlorogéniques.